# Машуф

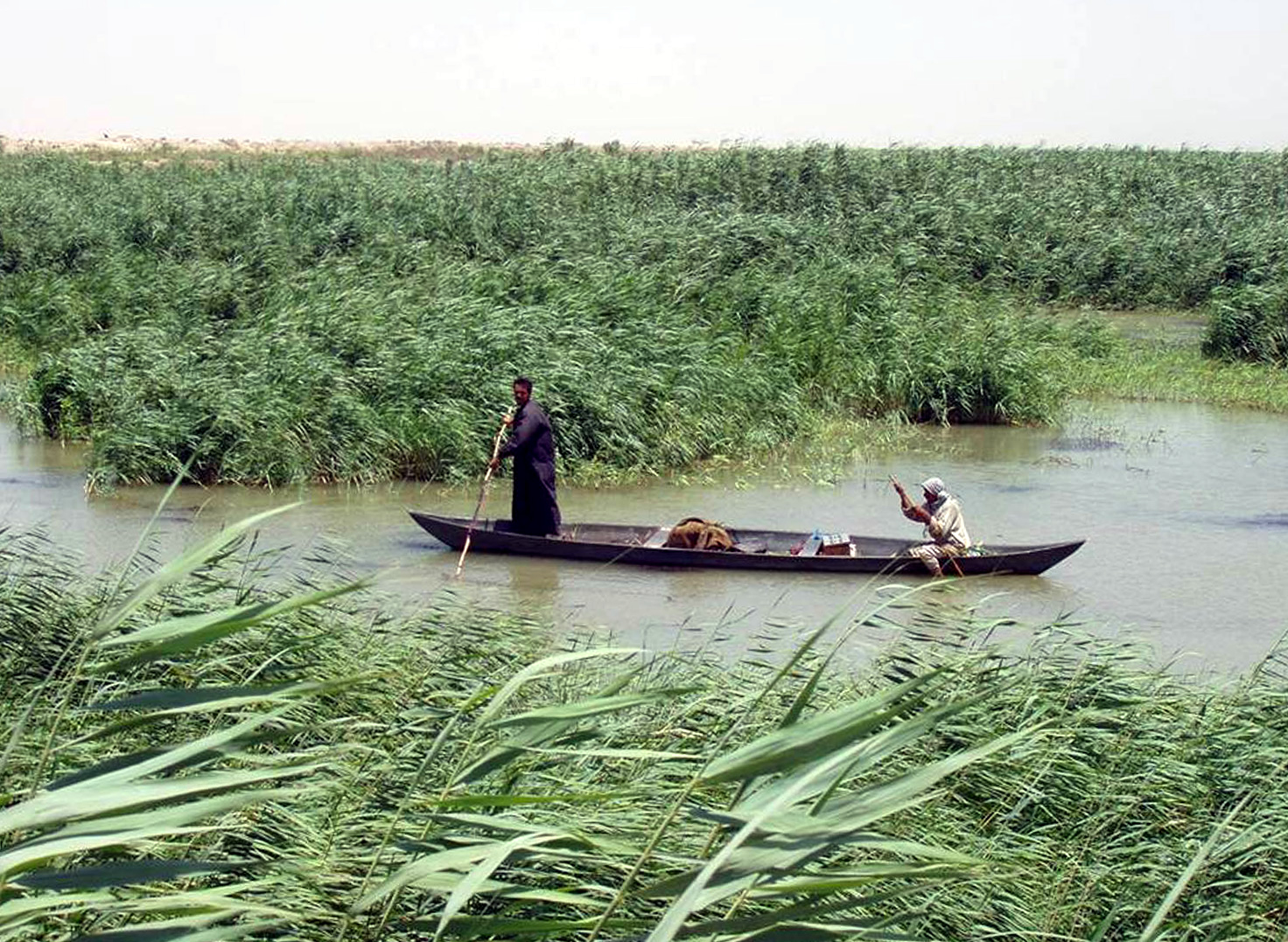
Маадани на машуфі серед месопотамських боліт

Машуф (араб مشحوف) — традиційний довгий і вузький човен болотних арабів Південного Іраку, який використовують на месопотамських болотах і річках як основний транспортний засіб для переміщення людей і вантажів, а також як рибальський човен. Пласке дно і вузький корпус машуфа робить його ідеальним судном для навігації на мілководді зарослих очеретяними хащами боліт. Для позначення човнів в множині вживають слово машахіф (مشاحيف, mashāheef):36.

## Історія
Вважається, що машуфи виникли ще в древньому Шумері, прибл. 3 000 років до н.е. Зображення човнів, схожих на машуфи були виявлені у старовинному шумерському місті Ур, а також на циліндричних печатках шумерського та вавилонського періодів:36.
Для болотних арабів, або мааданів (معدان), що мешкають у месопотамських болотах в міжріччі Тигру і Євфрату на півдні сучасного Іраку машуф є невіддільною частиною культури, оскільки тісно пов'язаний з усім способом життя і є їх основним і часто єдиним засобом пересування. Будь-який маадан, часто включаючи дітей, має власний машуф. Болотні араби використовують човен для збирання очерету, риболовлі та полювання, догляду за своїми водяними буйволами та перевезення людей. товарів та вантажів. У більшості поселень болотяних арабів є свій майстер з ремонту машуфів, якого називають галаф (gallaf). Важливість машуфів на півдні Іраку робить їх популярною темою віршів, пісень та оповідань.

### Осушення іракських боліт

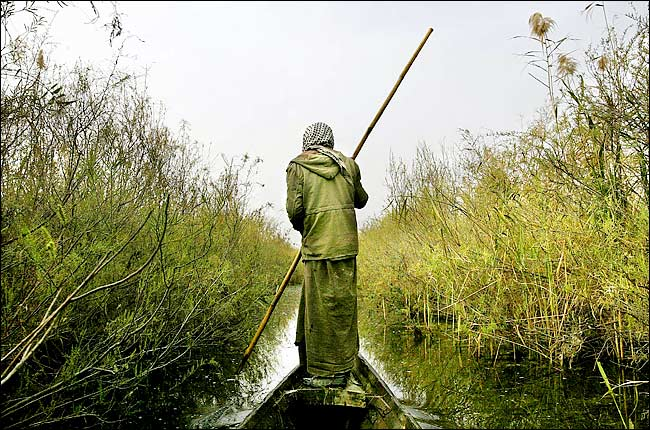
Маадан на машуфі

Використання машуфів стрімко скоротилося в XX ст. через осушення іракських боліт. Болота, які займали у 1950 році площу в 20 000 км2 були зменшені до 9000 км2 в 1970-х роках. Після війни в Перській затоці 1991 року й подальшого використання боліт як бази для невдалого антиурядового повстання проти Саддама Хусейна, останній розпочав агресивну осушувальну кампанію, що призвело до скорочення площі боліт лише до 750 км2. Осушення боліт та пов'язана з цим урядова кампанія насильства проти болотяних арабів призвела до переселення майже всіх їх мешканців з цієї території. Станом на 2003 рік серед боліт залишалось проживати лише 1600 осіб і значну частину традиційної культури мааданів знищено, зокрема й використання машуфів.

### Відновлення боліт після 2003 року
Після вторгнення США в Ірак у 2003 році болота почали знову повільно затоплюватись. Спочатку місцеві болотні араби самостійно здійснювали повторне затоплення, знищуючи канали та дамби. Однак згодом до цієї роботи приєднались Програма ООН з охорони навколишнього середовища та реформований уряд Іраку, тож до 2008 року більшість боліт відновили, що дало змогу повернути в користування й машуфи.
Внаслідок осушення іракських боліт і поширення моторизованих металевих та склопластикових суден, традиційне будівництво машуфів у сучасному Іраку певний час було під загрозою зникнення. У Південному Іраку залишилось менш як 50 виробників машуфів, які проживають переважно в містах Басра, Хілла та Куфа. Однак, оскільки болота знову були затоплені, використання машуфів повільно почало повертатися. На болотах також відродились гоночні перегони на машуфах, особливо серед жінок.
У червні 2017 прем'єр-міністр Іраку Хайдер-аль-Абіді під час візиту до Аль-Чібайшу, став першим сучасним лідером Іраку, що проплив на машуфі.

## Конструкція

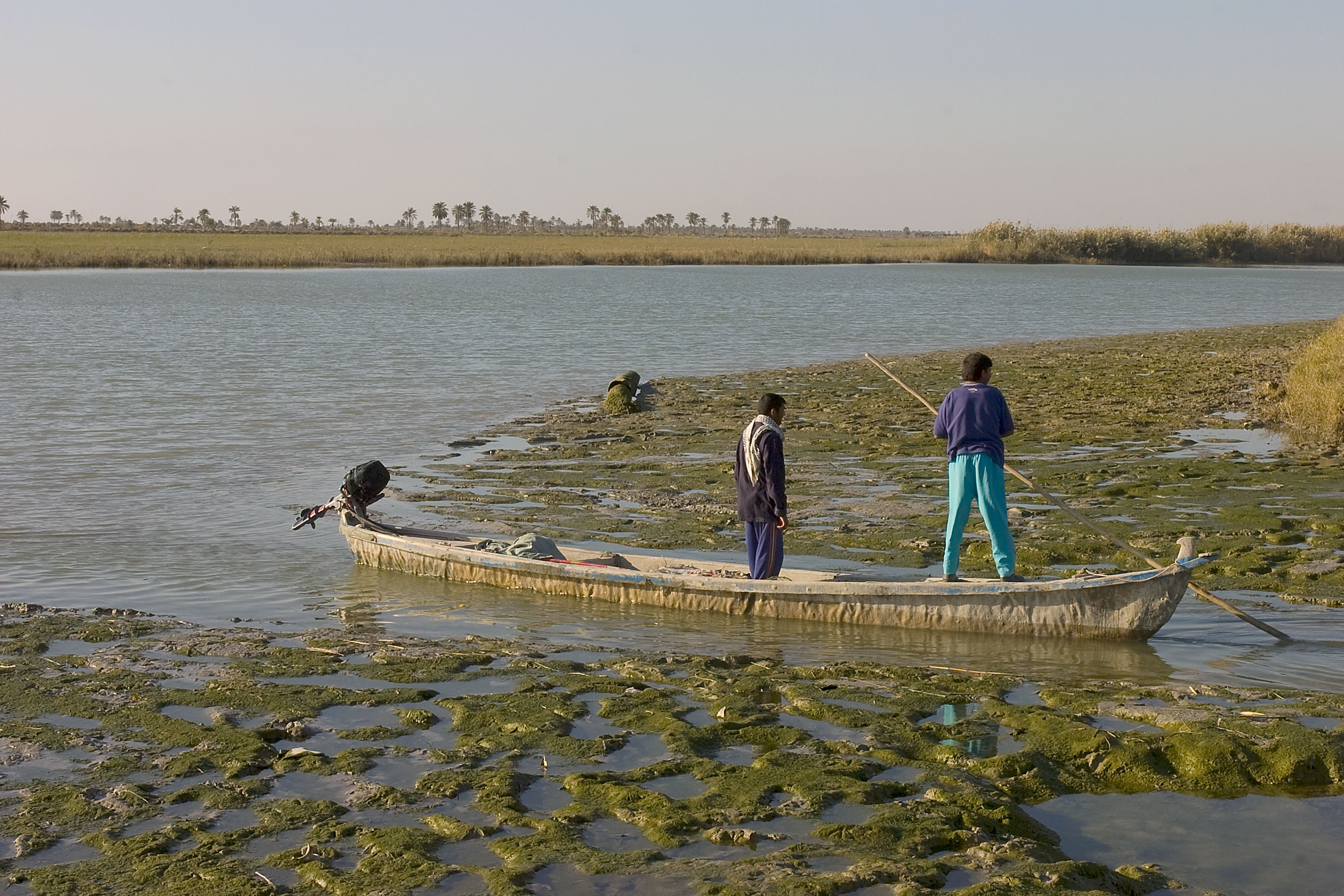
Рибалки на машуфі з підвісним двигуном на зрошувальному каналі у провінції Басра

Середній сучасний машуф становить близько 1,2 метра в ширину і приблизно 6 метрів в довжину. Машуф може бути виготовлений з багатьох різних матеріалів, включаючи очерет або папірус, що росте на болотах, та з дошок  таких дерев, як шовковиця, кедр та жасмин. Щілини між  дерев'яними дошками конопатяться бавовною і для гідроізоляції зверху корпус покривається смолою та дьогтем. Дьоготь традиційно отримують з Хіту в провінції Анбар, містечку на Євфраті, яке славилось дьогтем та бітумом з античних часів. Історично будівництво машуфів було сконцентровано в містах Аль-Чибаїш і Хувайр, а також у поселеннях на березі Шатт-аль-Араб, особливо в Абу Аль-Хасіб:68 і практикувалось переважно мандеями. Виготовлення машуфа коштує нині від 500 до 1000 доларів США, хоча висококласні можуть досягати і 4000 $.
Машуфи з корпусом з просмоленого очерету зробити простіше та дешевше, ніж дерев'яні, тому їх традиційно використовували більш широко, особливо діти. Однак дерев'яні машуфи є довговічнішими (очеретяний муфт потрібно щорічно ремонтувати або навіть замінювати) і тому вони стали набагато популярнішими в останні два століття.
Машуфи традиційно приводяться в рух за допомогою довгої жердини, яка називається марда (المردى, marda). Марда має завдовжки 3—4 метри й виготовляється з дерева або міцного очерету. У глибшій воді також використовують весла, що називаються гаррафа (غرافة, gharrafa). Однак багато сучасних великих машуфів також оснащені підвісним двигуном.

Машуфи різняться за розмірами і болотні араби мають окремі терміни для різних розмірів човнів. Матавр (mataur) — це невеликий машуф, який вміщує лише одну людину (схожий на каяк) і який використовують для полювання на птахів. Більші машуфи називаються буркаша або даник (الدانك, dānik) і їх використовують для перевезення очерету та вантажів або перевезення важливих шейхів. Ще більші машуфи, що звуться гіуд (giood) або анья (anya), використовують для навігації великими водними шляхами, такими як Тигр і Євфрат та Шатт-аль-Араб. Гіуд часто має вітрила, штурвал, піднятий ніс і корму, і управляється професійними моряками:68,70. 